# Geophilus setiger
Geophilus setiger är en mångfotingart som beskrevs av Charles Harvey Bollman 1887. Geophilus setiger ingår i släktet Geophilus och familjen storjordkrypare. Inga underarter finns listade i Catalogue of Life.